# Harijs Fogelis
Harijs Fogelis (Riga, 24 gennaio 1906 – 1989) è stato un calciatore lettone, di ruolo attaccante.

## Carriera

### Club
Negli anni in cui ha militato in nazionale giocava nell'LSB, RFK, Vanderer e Union, tutte squadre di Riga.

### Nazionale
ha esordito in nazionale nell'amichevole contro la Finlandia disputata il 9 agosto 1925.
Ha disputato in tutto 8 presenze, senza segnare reti, ma contribuendo alla vittoria di una Coppa del Baltico.

## Statistiche

### Cronologia presenze e reti in nazionale
| Cronologia completa delle presenze e delle reti in nazionale ― Lettonia | Cronologia completa delle presenze e delle reti in nazionale ― Lettonia | Cronologia completa delle presenze e delle reti in nazionale ― Lettonia | Cronologia completa delle presenze e delle reti in nazionale ― Lettonia | Cronologia completa delle presenze e delle reti in nazionale ― Lettonia | Cronologia completa delle presenze e delle reti in nazionale ― Lettonia | Cronologia completa delle presenze e delle reti in nazionale ― Lettonia | Cronologia completa delle presenze e delle reti in nazionale ― Lettonia |
| Data                                                                    | Città                                                                   | In casa                                                                 | Risultato                                                               | Ospiti                                                                  | Competizione                                                            | Reti                                                                    | Note                                                                    |
| ----------------------------------------------------------------------- | ----------------------------------------------------------------------- | ----------------------------------------------------------------------- | ----------------------------------------------------------------------- | ----------------------------------------------------------------------- | ----------------------------------------------------------------------- | ----------------------------------------------------------------------- | ----------------------------------------------------------------------- |
| 9-8-1925                                                                | Helsinki                                                                | Finlandia                                                               | 3 – 1                                                                   | Lettonia                                                                | Amichevole                                                              | -                                                                       |                                                                         |
| 20-7-1926                                                               | Riga                                                                    | Lettonia                                                                | 4 – 1                                                                   | Svezia                                                                  | Amichevole                                                              | -                                                                       |                                                                         |
| 12-8-1926                                                               | Riga                                                                    | Lettonia                                                                | 1 – 4                                                                   | Finlandia                                                               | Amichevole                                                              | -                                                                       |                                                                         |
| 9-5-1927                                                                | Stoccolma                                                               | Svezia                                                                  | 12 – 0                                                                  | Lettonia                                                                | Amichevole                                                              | -                                                                       |                                                                         |
| 25-7-1928                                                               | Tallinn                                                                 | Lettonia                                                                | 3 – 0                                                                   | Lituania                                                                | Coppa del Baltico 1928                                                  | -                                                                       |                                                                         |
| 1-9-1928                                                                | Kaunas                                                                  | Lituania                                                                | 1 – 1                                                                   | Lettonia                                                                | Amichevole                                                              | -                                                                       |                                                                         |
| 29-6-1932                                                               | Kaunas                                                                  | Lituania                                                                | 2 – 3                                                                   | Lettonia                                                                | Amichevole                                                              | -                                                                       |                                                                         |
| 14-8-1934                                                               | Riga                                                                    | Lettonia                                                                | 1 – 1                                                                   | Finlandia                                                               | Amichevole                                                              | -                                                                       |                                                                         |
| Totale                                                                  |                                                                         | Presenze                                                                | 8                                                                       |                                                                         | Reti                                                                    | 0                                                                       |                                                                         |

## Palmarès

### Nazionale
- Coppa del Baltico: 1

1928